# Pseudoleiocapitella fauveli
Pseudoleiocapitella fauveli är en ringmaskart som beskrevs av Harmelin 1964. Pseudoleiocapitella fauveli ingår i släktet Pseudoleiocapitella och familjen Capitellidae. Inga underarter finns listade i Catalogue of Life.